# 숀 틸
숀 틸(Sean Teale, 1992년 6월 18일 ~ )은 잉글랜드의 배우이다. 《스킨스》에서 닉 레반 역으로 잘 알려져 있다.

## 출연 작품
- 인코퍼레이티드 (2016)
- 스파이 서바이버 (2015)